# LB Achernar (CPSP-02)
LB Achernar (CPSP-02) é uma lancha balizadora da Marinha do Brasil construída pelo estaleiro Wilson Sons S.A. em Guarujá, São Paulo.

## Utilização
Achermar faz parte de uma classe de navios projetada por holandeses e que já possuía navios desse tipo em operação em países como Alemanha, Equador, Líbia, Namíbia e alguns países do Oriente Médio. Ele é conhecido pela sua participação no resgate dos tripulantes do iate Taormina.